# Juvenal Soto
Juvenal Soto (La Serena, 1932 - Viña del Mar, 1 de octubre de 2013) fue un futbolista profesional chileno que jugaba en la demarcación de delantero.

## Biografía
Juvenal Soto debutó como futbolista profesional con el CD Instituto O'Higgins. Posteriormente en 1954 fichó por el Club O'Higgins Braden, y tras permanecer una temporada en el club y haber ascendido a Primera División de Chile. Al finalizar la temporada el club desapareció, pero se refundó como CD O'Higgins al año siguiente, con quien permaneció hasta 1961, año en el que se retiró como futbolista.
Juvenal Soto padecía fibrosis quística, pero lamentablemente en los últimos días de su vida se vio afectado por una bronquitis que se le complicó y pasó a neumonía. Finalmente falleció el 1 de octubre de 2013 a los 81 años de edad.

## Clubes
| Club                   | País  | Año         |
| ---------------------- | ----- | ----------- |
| CD Instituto O'Higgins | Chile | 1951 - 1954 |
| Club O'Higgins Braden  | Chile | 1954        |
| CD O'Higgins           | Chile | 1954 - 1961 |

## Palmarés
Club O'Higgins Braden
- Primera B de Chile: 1954